# La Izquierda (Italia)
La Izquierda (en italiano: La Sinistra) fue una alianza electoral y política entre partidos políticos italianos de orientación socialdemócrata y socialista, formada en febrero de 2019 para participar en las elecciones al Parlamento Europeo de 2019. Sus miembros principales eran Izquierda Italiana (SI) y el Partido de la Refundación Comunista (PRC).

## Historia
La izquierda es heredera directa de La Otra Europa con Tsipras, una coalición de izquierda que representaba movimientos contra las políticas de austeridad, que alcanzó el 4,03% en las elecciones europeas de 2014 al elegir a tres eurodiputados para el grupo GUE/NGL. Posteriormente, sin embargo, los dos partidos principales dejaron la coalición y en 2019 la lista de La Otra Europa con Tsipras cesó todas sus actividades.
En 2017 Izquierda Ecología Libertad de Nichi Vendola daría vida a Izquierda Italiana, partido que apoyó la lista Libres e Iguales en las elecciones de 2018. El Partido de la Refundación Comunista (PRC), en cambio, se sumó a la lista Poder al Pueblo en estas elecciones. Durante el año, sin embargo, Libres e Iguales se disolvió debido a desacuerdos internos en la lista, mientras que el PRC dejó Poder al Pueblo.
En febrero de 2019 tras meses de negociaciones fallidas con otros partidos, Maurizio Acerbo, secretario del PRC, lanza la propuesta de lista referente al Partido de la Izquierda Europea antes de las elecciones europeas. Izquierda Italiana y otros partidos menores se unieron a esta propuesta. En abril, el símbolo se eligió a través de consultas en línea y luego se presentó junto con el nombre y la lista corta de candidatos.
En las elecciones europeas la lista logró el 1,75% de los votos, sin lograr ningún eurodiputado. Debido al resultado por debajo de las expectativas, Nicola Fratoianni dimite como secretario de la Izquierda italiana, abriendo la fase de congreso del partido. Acerbo también renunciaría, pero el Comité Político Nacional del partido rechazó su renuncia.
El 9 de junio se celebra la primera asamblea nacional de La Izquierda, que analiza el resultado considerado decepcionante pero decide seguir por su camino político.
Ante la crisis del primer Gobierno Conte, la izquierda ha declarado que considera el retorno a la ley electoral proporcional como única prioridad.
Sin embargo, con el nacimiento del segundo Gobierno Conte, hay una división sustancial entre las dos fuerzas principales de la lista: mientras que el PRC se opone al nuevo gobierno, SI coloca un subsecretario (Giuseppe De Cristofaro) y por tanto forma parte de la mayoría.
La ruptura se confirma con motivo de las elecciones regionales de Emilia-Romaña en enero de 2020: mientras que LS, junto con Artículo Uno, apoya la lista Emilia-Romagna Valiente dentro de la coalición de centroizquierda, el PRC junto con el Partido Comunista Italiano y otras fuerzas menores apoya a un candidato alternativo (Stefano Lugli por La Otra Emilia-Romaña).

## Composición
La coalición está formada por los siguientes partidos:
| Partido | Partido                                   | Ideología              | Líder              |
| ------- | ----------------------------------------- | ---------------------- | ------------------ |
|         | Izquierda Italiana (SI)                   | Socialismo democrático | Nicola Fratoianni  |
|         | Partido de la Refundación Comunista (PRC) | Eurocomunismo          | Maurizio Acerbo    |
|         | EsViva (èV)                               | Ecosocialismo          | Francesco Laforgia |
|         | La Otra Europa (AET)                      | Socialismo democrático | Massimo Torelli    |
|         | Partido del Sur (PdS)                     | Regionalismo           | Natale Cuccurese   |

## Resultados electorales

### Parlamento Europeo
| Parlamento Europeo |         |      |         |     |                   |
| Año electoral      | Votos   | %    | Escaños | +/– | Líder             |
| 2019               | 469.943 | 1,75 | 0/76    | –   | Nicola Fratoianni |